# Saint Vitus
I Saint Vitus sono un gruppo musicale doom metal statunitense, formatosi a Los Angeles nel 1979 con il nome Tyrant, che venne cambiato in quello attuale nel 1981.
Sono tra i nomi più noti del panorama doom e tra i prosecutori, negli anni ottanta, di alcuni aspetti del discorso stilistico iniziato dai Black Sabbath nel decennio precedente. I Saint Vitus ne ripresero l'incedere lento e lisergico, qui portato all'estremo, mescolando sonorità settantiane e riletture secondo i canoni dell'allora nascente movimento heavy metal.
Vissero il loro periodo di maggior splendore tra il 1987 e il 1990 grazie all'ingresso in formazione dello storico cantante Scott "Wino" Weinrich, una delle icone della scena e già frontman del gruppo The Obsessed e in precedenza dei Warhorse.

## Storia del gruppo
La band si formò nel 1979 a Los Angeles per volere del cantante Scott Reagers, del chitarrista Dave Chandler, del bassista Mark Adams e del batterista Armando Costa, e inizialmente adottò il nome Tyrant. Nel 1981 lo cambiarono in Saint Vitus, ispirandosi al brano Saint Vitus Dance dei britannici Black Sabbath, dai quali trarranno le maggiori influenze.
Le sonorità degli statunitensi furono dunque già ben forgiate quando, nel 1984, arrivarono alla pubblicazione del loro primo album, l'omonimo Saint Vitus, incentrato su tematiche occulte e contraddistinto da un cantato angosciato.
L'anno seguente fu la volta di Hallow's Victim, che a differenza del precedente incluse anche dei brani dalle ritmiche sostenute.

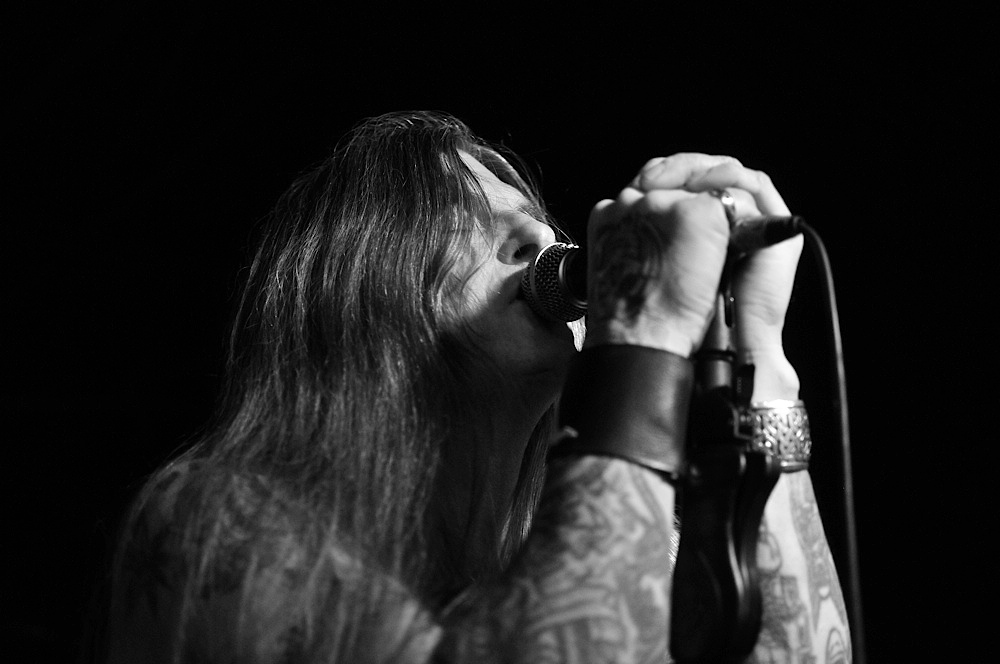
Scott "Wino" Weinrich

Nel 1986 avvenne una svolta con l'ingresso in formazione di Scott "Wino" Weinrich, cantante-chitarrista dei The Obsessed, con il quale diedero alle stampe Born Too Late, spesso considerato dai fan e dalle riviste specializzate come il miglior album della band. La musica degli statunitensi si fece più dilatata, arida e la voce di Weinrich conferì un approccio differente rispetto al passato. Mournful Cries (1988) e V (1990) rappresentarono altri due lavori apprezzati in particolar modo in Europa,  dopo i quali vi fu la partenza di Weinrich.
Nel 1990 esce il loro primo album live chiamato Live. 
Nel 1993 i Saint Vitus tornarono alla ribalta con C.O.D. (Children of Doom), un album che presentò una maggiore tendenza al rock and roll rispetto al passato e che fu registrato con un nuovo cantante: Christian "Chritus" Linderson. Due anni dopo incisero Die Healing, un disco che vide il ritorno in formazione del primo cantante Scott Reagers e che, precedette lo scioglimento della storica band statunitense, avvenuto nel 1996 a seguito della tournée effettuata a supporto del disco.
Trascorsi sette anni, il gruppo si riunì con Scott Weinrich alla voce, in occasione di un'unica esibizione tenutasi a Chicago, che venne ripresa per la realizzazione di un DVD edito nel 2007. Nel 2008 la stessa formazione tornò in attività e l'anno seguente si esibì durante un festival musicale tenutosi a Tilburg, nei Paesi Bassi. In seguito il batterista Armando Acosta perì a causa di una malattia e al suo posto la band reclutò Henry Vasquez. Nel 2012, diedero alla luce un nuovo disco, Lillie: F-65, a ben diciassette anni dall'ultimo album in studio.
Nel 2014 si cimentarono in un tour con gli Orange Goblin per celebrare il trentacinquesimo anniversario dalla nascita della band come Tyrant. L'estate dell'anno successivo intrapresero una serie di concerti per i quali si avvalsero delle prestazioni del loro primo cantante, Scott Reagers, a causa dei problemi legali in cui incappò "Wino" Weinrich. Reagers li accompagnò anche durante la tournée nazionale che tennero nel 2016.
A settembre del medesimo anno venne dato alle stampe Live Vol. 2 - il primo album dal vivo intitolato Live uscì nel 1990 - registrato durante un concerto tenutosi in Germania nel 2013, a cui seguì la pubblicazione di un altro live intitolato Let the End Begin....

## Formazione

### Formazione attuale
- Dave Chandler – chitarra solista (1981–1996, 2003, 2008–presente)
- Henry Vasquez – batteria, percussioni (2009–presente)
- Scott Reagers – voce (1981–1986, 1994–1996) (2015-presente)

### Ex componenti
- Mark Adams – basso (1981–1996, 2003, 2008–2023, deceduto)
- Scott "Wino" Weinrich – voce (1986–1991, 2003, 2008–2015)
- Armando Acosta – batteria, percussioni (1981–1996, 2003, 2008–2009)
- Christian "Chritus" Linderson – voce (1992–1994)

## Discografia

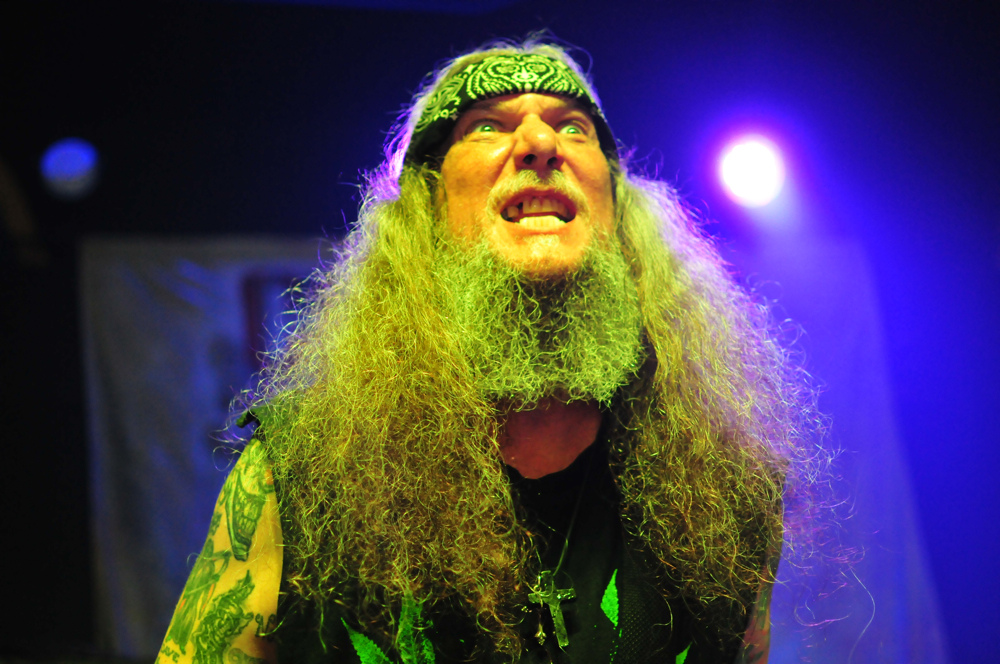
Dave Chandler

### Album in studio
- 1984 – Saint Vitus
- 1985 – Hallow's Victim
- 1986 – Born Too Late
- 1988 – Mournful Cries
- 1990 – V
- 1993 – C.O.D.
- 1995 – Die Healing
- 2012 – Lillie: F-65
- 2019 – Saint Vitus (2019)

### Album dal vivo
- 1990 – Live
- 2013 – Marbles in the Moshpit
- 2016 – Live Vol. 2
- 2016 – Let the End Begin...

### Raccolte
- 1992 – Heavier Than Thou

### EP
- 1985 – The Walking Dead
- 1987 – Thirsty and Miserable
- 2012 – Live

### Demo
- 1983 – Demo